# Horten
Horten – norweskie miasto i gmina leżąca w regionie Vestfold.
Horten jest 408. norweską gminą pod względem powierzchni.

## Demografia
Według danych z roku 2005 gminę zamieszkuje 24 768 osób. Gęstość zaludnienia wynosi 357,25 os./km². Pod względem zaludnienia Horten zajmuje 34. miejsce wśród norweskich gmin.
| ludność stan na 1 stycznia 2005 |         |           |        |
|                                 | kobiety | mężczyźni | razem  |
| osób                            | 12 075  | 12 693    | 24 768 |
| %                               | 48,75%  | 51,25%    | 100%   |

| wykształcenie stan na 1 października 2004 |            |         |        |          |
|                                           | podstawowe | średnie | wyższe | nieznane |
| osób                                      | 3197       | 11 491  | 4555   | 481      |
| %                                         | 16,21%     | 58,26%  | 23,09% | 2,44%    |

## Edukacja
Według danych z 1 października 2004:
- liczba szkół podstawowych (norw. grunnskolar): 11
- liczba uczniów szkół podst.: 3258

## Władze gminy
Według danych na rok 2011 administratorem gminy (norw. rådmann) jest Ragnar Sundklakk, natomiast burmistrzem (norw. ordfører, d. borgermester) jest Nils Henning Hontvedt.